# Дигідрофосфат калію
Дигідрофосфат калію (також монокалію фосфат, MKP, KDP або одноосновний фосфат калію) — неорганічна сполука з формулою KH2PO4. Разом з дикалій фосфатом (K2HPO4.(H2O)x) його часто використовують як добриво, харчову добавку та буферний агент. Сіль часто співкристалізується з двокалієвою сіллю, а також з ортофосфатною кислотою.
Монокристали параелектричні при кімнатній температурі. При температурах нижче -150 °C вони стають сегнетоелектричними.

## Структура
Дигідрофосфат калію може існувати в декількох поліморфах. При кімнатній температурі він утворює параелектричні кристали з тетрагональною симетрією. При охолодженні до −150 °C він перетворюється на сегнетоелектричну фазу ромбічної симетрії, і температура переходу зміщується до −50 °C, коли водень замінюється дейтерієм. Нагрівання до 190 °C змінює його структуру на моноклінну. При подальшому нагріванні дигідрофосфат калію розкладається внаслідок втрати води до метафосфату калію KPO
3 при 400 °C.
| Симетрія      | Просторова група | №   | Символ Пірсона | a (нм) | b (нм) | c (нм) | Z | Густина (г/см3) | T (°C, °F, K)                       |
| ------------- | ---------------- | --- | -------------- | ------ | ------ | ------ | - | --------------- | ----------------------------------- |
| Орторомбічна  | Fdd2             | 43  | oF48           | 1,0467 | 1,0533 | 0,6926 | 8 | 2,37            | < −150 °C, −238 °F, 123 К           |
| Тетрагональна | I42d             | 122 | tI24           | 0,744  | 0,744  | 0,697  | 4 | 2,34            | −150—190 °C, −238—374 °F, 123—463 К |
| Моноклінна    | P21/c            | 14  | mP48           | 0,733  | 1,449  | 0,747  | 8 |                 | 190—400 °C, 374—752 °F, 463—673 К   |

## Виробництво
Дигідрофосфат калію утворюється в результаті реакції ортофосфатної кислоти з карбонатом калію.

## Застосування
Порошок дигідрофосфату калію як добриво містить еквівалент 52 % P
2O
5 і 34 % K
2O і має маркування NPK 0-52-34. Порошок дигідрофосфату калію часто використовується як джерело поживних речовин у теплиці та в гідропоніці.
Як кристал, дигідрофосфат калію відомий своїми нелінійними оптичними властивостями. Використовується в оптичних модуляторах і для нелінійної оптики, наприклад, генерації другої гармоніки (подвоєння частоти).
дидейтерійфосфат калію KD*P має дещо інші властивості. Високодейтерований дигідрофосфат калію використовується в нелінійному перетворенні частоти лазерного світла замість протонованого (звичайного) дигідрофосфату калію через те, що заміна протонів дейтронами в кристалі зміщує третій обертон сильної молекулярної розтяжки OH до більших довжин хвиль, переміщаючи його переважно за межі діапазону основної лінії при приблизно на 1064 нм неодимових лазерів. Звичайний дигідрофосфат калію має поглинання на цій довжині хвилі приблизно 4,7–6,3 % на см товщини, тоді як високодейтерований дигідрофосфат калію має поглинання, як правило, менше 0,8 % на см.
Дигідрофосфат калію використовується як інгредієнт у спортивних напоях, таких як Gatorade і Powerade.
У медицині дигідрофосфат калію використовується для заміщення фосфатів при гіпофосфатемії.

## Галерея

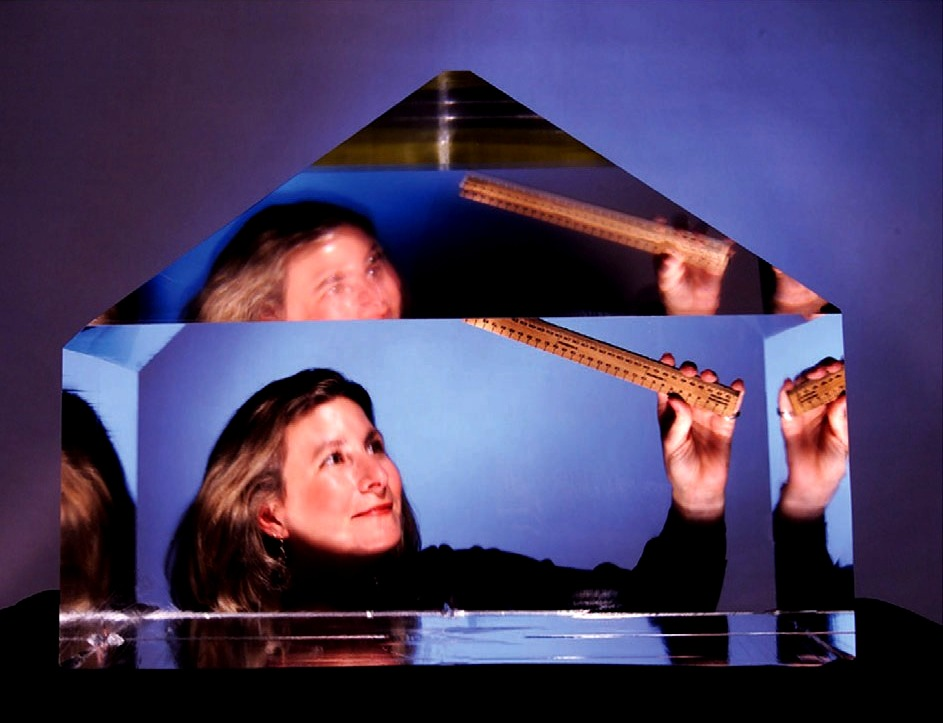
Великий кристал дигідрофосфату калію, який використовується у формі зрізів у Національному комплексі лазерних термоядерних реакцій
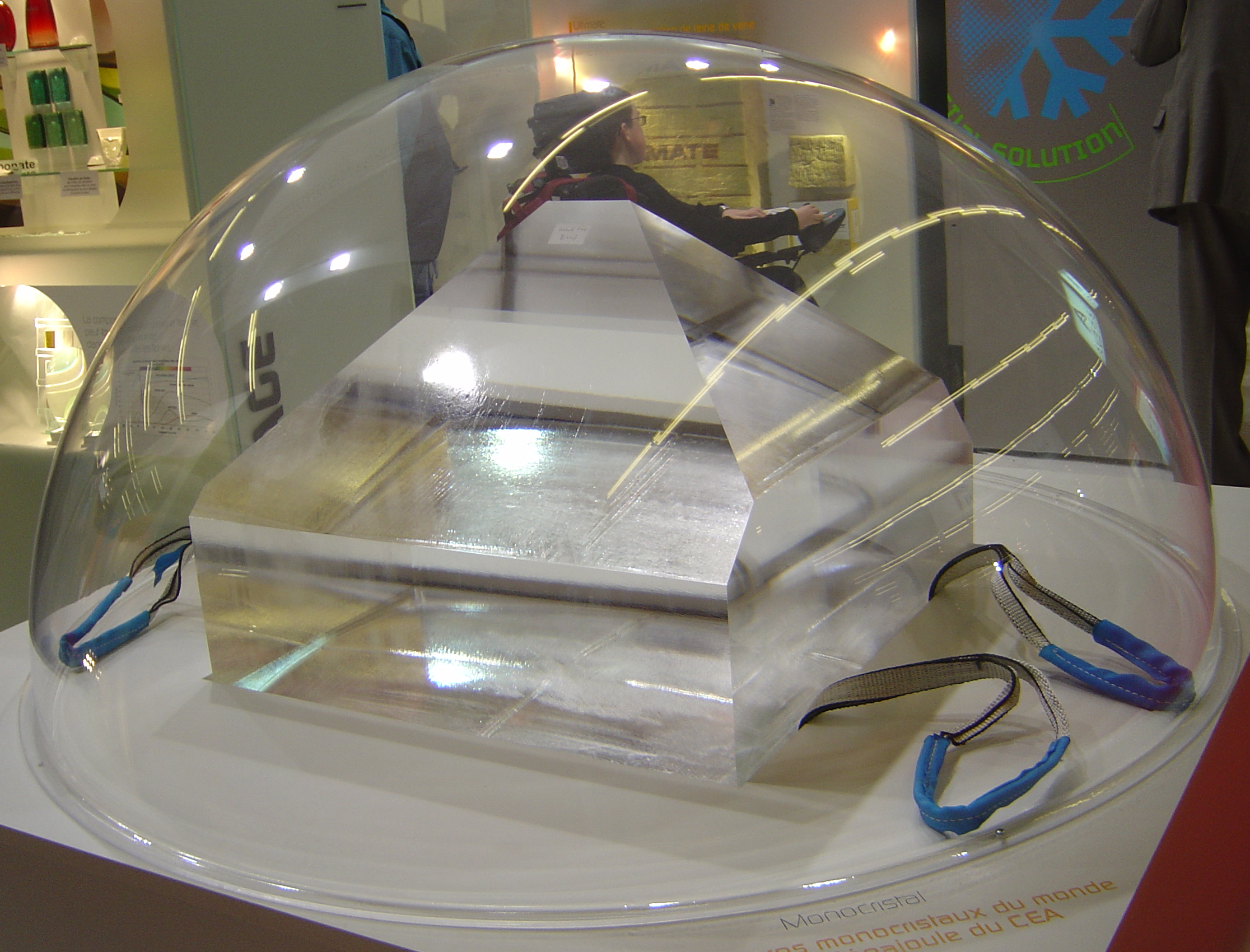
Альтернативний кут, під накриттєм